# Anita Barone
Anita L. Barone (St. Louis, 25 de setembro de 1964) é uma atriz americana. Ela é conhecida pelos seus papéis nas sitcoms The Jeff Foxworthy Show, Daddio, Shake It Up, The War at Home e Friends.

## Carreira e antecedentes
Barone nasceu a 25 de setembro de 1964, em St. Louis. Ela obteve o seu diploma em Artes Visuais pela Universidade de Detroit em 1986, e mais tarde um mestrado em teatro na Wayne State University, onde foi ensinada por nomes como Robert T. Hazzard.
Barone apareceu no episódio "The Shoes" da quarta temporada de Seinfeld como Gail Cunningham, uma chef que quer os sapatos de Elaine Benes. No início da década de 1990, ela teve um papel recorrent em Carol & Company, com a atriz Carol Burnett. Barone também interpretou Carol Willick, ex-mulher de Ross Geller, na primeira aparição do personagem em Friends. Ela deixou a série porque queria assumir papéis principais, tendo sido substituída por Jane Sibbett. Ela estrelou a primeira temporada de The Jeff Foxworthy Show (1995–1996) e The War at Home de 2005 a 2007. Em 2000, Barone também co-estrelou a sitcom Daddio.
Em 2004, ela recebeu o prêmio de Melhor Atriz Coadjuvante no Methodfest, pelo seu trabalho no filme One Last Ride.

## Vida pessoal
Barone é casada com o ator Matthew Glave, com quem tem duas filhas, Madeline e Roxanne. Atualmente mora em Los Angeles com a sua família. [carece de fontes?]

## Filmografia

### Cinema
| Ano  | Título                   | Papel         | Notas       |
| ---- | ------------------------ | ------------- | ----------- |
| 1987 | The Rosary Murders       | Irene Jiménez |             |
| 1991 | Ricochet                 | Garçonete     |             |
| 1995 | Wounded Heart            | Franny        | Filme de TV |
| 1996 | Just Friends             | Rebeca        |             |
| 1997 | Dream with the Fishes    | Mary          |             |
| 1997 | Running Time             | Jane          |             |
| 1997 | Just Write               | Carrie        |             |
| 1997 | Critics and Other Freaks | Garçonete     |             |
| 1998 | Grown-Ups                | Kim           | Filme de TV |
| 1999 | The Sex Monster          | Carol         |             |
| 2001 | Bev                      | Bev           | Filme de TV |
| 2003 | Buttleman                | Wendy Blitzer |             |
| 2003 | These Guys               | Gillian       | Filme de TV |
| 2004 | One Last Rde             | Gina          |             |
| 2004 | Paradise                 | Sammi         | Filme de TV |

### Televisão
| Year       | Title                          | Role            | Notes                                  |
| ---------- | ------------------------------ | --------------- | -------------------------------------- |
| 1990-1991  | Carol & Company                | Vários          | Papel recorrente                       |
| 1991       | Dear John USA                  | Connie          | "Lust and Death"                       |
| 1993       | Quantum Leap                   | Debbie Schaefer | "Dr. Ruth"                             |
| 1993       | Seinfeld                       | Gail Cunningham | "The Shoes"                            |
| 1993       | Empty Nest                     | Cara            | "My Dad, My Doctor"                    |
| 1993       | The Larry Sanders Show         | Michelle        | "Larry Loses Interest"                 |
| 1993       | The Second Half                | Mia             | "Prelude to a Job"                     |
| 1994       | Friends                        | Carol Willick   | "The One with the Sonogram at the End" |
| 1995       | Pointman                       | P.J.            | "Father Connie"                        |
| 1995-1996  | The Jeff Foxworthy Show        | Karen Foxworthy | Recorrente                             |
| 1996       | Public Morals                  | Ashley          | "The Green Cover"                      |
| 1996-1997  | Party of Five                  | Franny Steiner  |                                        |
| 1997       | Caroline in the City           | Jeannie Hilton  | "Caroline and the Egg"                 |
| 1997       | Life... and Stuff              | Jordan Emery    |                                        |
| 1998       | Chicago Hope                   | Leslie Stark    | "Broken Hearts"                        |
| 1998       | Beyond Belief: Fact or Fiction | Laura           |                                        |
| 2000       | Daddio                         | Linda Woods     | Recorrente                             |
| 2001       | Ally McBeal                    | Sarah Werner    | "Fear of Flirting"                     |
| 2005-2007  | The War at Home                | Vicky Gold      | Papel principal                        |
| 2008       | Do Not Disturb                 | Mindy           | "Dosing"                               |
| 2009       | Castle                         | Janice Freeman  | "Vampire Weekend"                      |
| 2009       | Curb Your Enthusiasm           | Denise          | "Denise Handicapped"                   |
| 2010-2013  | Shake It Up                    | Georgia Jones   | Papel principal                        |
| 2011       | Desperate Housewives           | Doreen Vance    | "Come on Over for Dinner"              |
| 2013       | The Exes                       | Julia           | "Trading Places"                       |
| 2014       | Hot in Cleveland               | Lisa            | "The Italian Job"                      |
| 2014       | Parenthood                     | Mrs. Jones      | "Lean In"                              |
| 2016       | The Real O'Neals               | Suzie           | "The Real Book Club"                   |
| 2017       | Still the King                 | Walt's Mom      | "Flatbushes"                           |
| 2018       | K.C. Undercover                | Lucy Clark      | "K.C. Times Three"                     |
| 2019, 2023 | A Million Little Things        | Sophie          |                                        |
| 2020       | Brews Brothers                 | Sabrina         |                                        |